# HMS E54
HMS E54 – brytyjski okręt podwodny typu E. Zbudowany w latach 1915 - 1916 w William Beardmore, Dalmuir, gdzie okręt został wodowany 30 marca 1916 roku. Rozpoczął służbę w Royal Navy 1 maja 1916 roku. Pierwszym dowódcą został Lt. Cdr. Robert Raikes.
W 1916 roku należał do Dziewiątej Flotylli Okrętów Podwodnych (9th Submarine Flotilla) stacjonującej w Harwich.
21 sierpnia 1916 roku okręt podwodny E54 w czasie akcji na Morzu Północnym zatopił niemiecki okręt podwodny SM UC-10.
1 maja 1917 roku zatopił kolejny niemiecki okręt SM U-81, z załogi którego nikt nie przeżył.
14 grudnia 1921 roku został sprzedany firmie Petersen & Albeck.